# Ben Elton
 (décembre 2018).
Pour les articles homonymes, voir Elton.
Œuvres principales
- Popcorn (1996)

Benjamin Charles Elton (né le 3 mai 1959 à Londres) est un écrivain, dramaturge, scénariste pour la télévision et le cinéma, humoriste, comédien et réalisateur britannique.

## Biographie

### Sa vie et son œuvre
Ben Elton est né à Catford, Londres. Sa mère, Mary née Foster, est professeur d'anglais, et son père le physicien et chercheur en éducation Lewis Elton. Il est le neveu de l'historien Geoffrey Elton. Mary Foster est issue d'une famille anglaise et a été élevée dans l'Église d'Angleterre, tandis que Lewis Elton provient d'une famille juive allemande.
Il étudie à l'école Stillness Junior and Godalming Grammar School. Il entre à l'Université de Manchester. Après avoir suivi des cours de théâtre à l’Université de Manchester et s’être produit dans des one man shows, au London Comedy Store, où perce son talent d’humoriste, Ben Elton se met à écrire, à vingt-trois ans, des scénarios de séries télévisées. Pour la BBC, il invente The Young Ones, portrait au vitriol de la jeunesse anglaise des années 1980. En 1985, il s’associe avec Richard Curtis pour la sitcom La Vipère noire (Blackadder), avec Rowan Atkinson et Stephen Fry, et participe à l’écriture d’épisodes de Mr. Bean. En 1992, il joue sa pièce Stark, adaptée de son premier roman et tourne avec Kenneth Branagh dans Beaucoup de bruit pour rien (Much Ado About Nothing). Il imagine la série Mr. Fowler, brigadier chef (The Thin Blue Line) pour Rowan Atkinson en 1995.
L’année suivante, il publie Popcorn, roman qui obtient le Gold Dagger Award. Reprenant à son compte la polémique lancée par le film Tueurs nés d’Oliver Stone (à savoir : « le cinéma donne-t-il des idées aux tueurs ou les tueurs inspirent-ils le cinéma ? »), l’auteur se livre à une analyse féroce de la société actuelle qui banalise la violence via le cinéma. Deux tueurs débarquent chez leur idole : un réalisateur américain dont les films exaltent la violence en faisant mine de la condamner. Le prenant en otage, ils veulent le rendre responsable de leurs actes. Drôle et sinistre, Popcorn montre la complaisance généralisée d’une société qui ne sait plus où la fiction doit s’arrêter pour que la réalité ne vienne pas surenchérir, l’artiste défendant son œuvre, et tous les protagonistes, cherchant face aux médias, à jouer les vedettes. Ben Elton accède véritablement à la reconnaissance internationale avec l’adaptation théâtrale de son roman, la dialectique de la fiction et de la réalité acquérant toute sa force. Jouée en France en 1998 où elle se voit décerner un Molière, la pièce triomphe sur toutes les scènes européennes.
Ben Elton publie en 2001 Devine qui vient mourir ce soir ! (Dead Famous). Une société de production lance un nouveau programme de télé-réalité « Résidence surveillée ». Dix candidats sont enfermés dans une villa reconstituée en studio, avec caméras et micros, puis éliminés un par un. La production, avec force voyeurisme et manipulation, use de tous les moyens pour augmenter l’audimat. Mais ce qui survient au vingt-septième jour est inespéré : un des candidats est tué en direct par un meurtrier assez habile pour ne pas se faire prendre. L’engouement irrationnel et malsain du public envers les émissions de télé-réalité pousse l’auteur à épingler le culte de la célébrité et à dévoiler les rouages de ce type de programme. Tout en dissimulant au lecteur l’identité du coupable et celle de la victime, il raconte les événements tels qu’ils sont vus par les spectateurs et tels qu’ils se sont réellement déroulés, confrontant ainsi les apparences à la réalité truquée.
Ben Elton pointe dans ses œuvres les dérives d’une société de l’image et des faux-semblants.
Réalisateur au cinéma de Maybe Baby ou comment les Anglais se reproduisent (2000), « l’homme-orchestre de l’humour anglais » est aussi l’auteur, avec les membres du groupe Queen, de la comédie musicale We Will Rock You, succès de la scène londonienne. Sa propre émission télévisée « The Ben Elton Show » lui a conféré un véritable statut de star dans son pays.
Elton est marié et père de trois enfants. Il vit à Londres et à Fremantle, dans l'ouest de l'Australie. Elton a eu la double citoyenneté avec l'Australie depuis 2004.

### Éléments de chronologie
- 1981 : The Oxford Road Show
- 1982 : présentateur de l'émission télévisée South of Watford. Coscénariste de la série télévisée The Young Ones, avec Rik Mayall et Lise Mayer.
- 1985 : scénariste de Happy Families (TV). Coscénariste de La Vipère noire (Blackadder) avec Richard Curtis.
- 1986 : scénariste de Fifthy Rich et Catflap.
- 1990 : The Man from Auntie (TV). Création de la pièce Gasping au Theatre Royal Haymarket à Londres.
- 1991 : Création de la pièce Silly Cow au Theatre Royal Haymarket de Londres. Publication du roman Gridlock chez Sphere Books. Publication de la pièce Gasping chez Samuel French.
- 1993 : scénariste de Stark (TV). Publication du roman This Other Eden chez Simon & Schuster. Publication de la pièce Silly Cow chez Samuel French. Sortie de la vidéo Ben Elton Live 1993 (Vision Video). Rôle dans le film Beaucoup de bruit pour rien (Much Ado About Nothing) réalisé par Kenneth Branagh.
- 1994 : scénariste de The Man from Auntie (TV).
- 1995 : scénariste pour la BBC de la sitcom Mr. Fowler, brigadier chef (The Thin Blue Line), avec Rowan Atkinson.
- 1996 : seconde saison de Mr. Fowler, brigadier chef. Création de la pièce de théâtre Popcorn au Nottingham Playhouse et au West Yorkshire Playhouse. Publication du roman Popcorn par Simon & Schuster.
- 1997 : représentation de Popcorn à l'Apollo Theatre à Londres. Sortie de la vidéo Ben Elton Live 1997 (PNE Video).
- 1998 : création de la pièce Blast From the Past au West Yorkshire Playhouse. Publication du roman Une jolie bombe (Blast From the Past) chez Transworld.
- 2016 : scénario de la série Upstart Crow sur la vie de William Shakespeare.

## Œuvres
(novembre 2015).

### Romans
- Stark (Londres : M. Joseph, 1989, Londres : Warner Books, 1992). Non traduit en français.
- Gridlock (Londres : MacDonald, 1991, Londres : Warner Books 1991). Non traduit en français.
- This other Eden (New York : Pocket Books, 1993, Londres : Simon and Schuster, 1993, non traduit en français)
- Pop-corn (Londres : Simon & Schuster, 1996, New York : St. Martin’s Press, 1997) - Crime Writer’s Association’s Golden Dagger Award 1996. Trad. en français sous le titre : Popcorn / trad. de Joseph Antoine. Paris : l’Archipel, 1999, 278 p. (Les Maîtres du suspense).  (ISBN 2-8-4-187--199--1). Rééd. France loisirs, 318 p. (Piment).  (ISBN 2-7-4-41--3622--0)
- Blast from the Past (Londres : Bantam Press, 1998 • New York : Delacorte Press, 1999). Trad. en français sous le titre : Une jolie bombe / trad. de Philippe Vigneron. Paris : l’Archipel, 2003, 297 p.  (ISBN 2-8-4-187--503--2)
- Inconceivable (Londres ; New York : Bantam Press, 1999). Adapté au cinéma par l’auteur sous le titre Maybe Baby. Trad. en français sous le titre : Maybe Baby / trad. de Philippe Vigneron. Paris : l’Archipel, 2000, 283 p.  (ISBN 2-8-4-187--269--6)
- Black-Adder: The Whole Damn Dynasty (New York, N.Y. : Penguin Books, 2000) / Richard Curtis, Rowan Atkinson, et Ben Elton. D’après la série TV. Non traduit en français.
- Dead Famous (Londres : Bantam Press, 2001) Trad. en français sous le titre : Devine qui vient mourir ce soir ? / trad. de Christine Barbaste. Paris : Belfond, 2003, 422 p. (Milles comédies).  (ISBN 2-7-1-44--3922--5). Rééd. Librairie générale française, 2007, 443 p. (Le livre de poche ; 30823).  (ISBN 978-2-253-11966-1)
- High Society (Londres ; New York : Bantam Press, 2002) - WH Smith's People Choice Fiction Award. Trad. en français sous le titre : Nuit grave / trad. de Christiane et David Ellis. Paris : Belfond, 2006, 411 p. (Littérature étrangère).  (ISBN 2-7-1-44--4033--9). Paris : Librairie générale française, 2008, 445 p. (Le livre de poche ; 31015).  (ISBN 978-2-253-11965-4)
- Past Mortem (Londres : Bantam Press, 2004) Trad. en français sous le titre : Amitiés mortelles / trad. Alain Defossé. Paris : Belfond, 2007, 428 p. (Belfond noir).  (ISBN 978-2-7144-4181-2). Rééd. le Grand livre du mois, 2007, 428 p.  (ISBN 978-2-286-03399-6) ; Librairie générale française, 2009, 446 p. (Le livre de poche Thriller ; 31295).  (ISBN 978-2-253-12501-3)
- The First Casualty (Londres : Bantam Press, 2005) Non traduit en français.
- Chart Throb (Londres : Bantam Press, 2006) Trad. en français sous le titre : Ze Star / trad. Aline Azoulay. Paris : Belfond, oct. 2010, 340 p. (Littérature étrangère).  (ISBN 978-2-7144-4512-4)
- Blind Faith (Londres : Bantam Press, 2007) Non traduit en français.
- Meltdown (Londres : Bantam Press, 2009) Non traduit en français.
- Two Brothers (Londres : Bantam Press, 2012) Non traduit en français.
- Time and Time Again (Londres : Transworld Publishers Ltd, 2014) Non traduit en français.
- Identity Crisis  (Londres : Black Swan, 2019)Non traduit en français.

### Théâtre
Gasping (1990)
- Non traduit en français

Silly Cow (1993)
- Adaptation française de Stéphane Paryski (2001, Petit Théâtre du Palais des Beaux-Arts, Bruxelles) Non publiée
- Adaptation française de Marianne Groves (2012, Théâtre du Petit Saint-Martin, Paris) publiée sous le titre « Doris Darling » (Éditions Intervalles, Paris, 2012)

Popcorn (1997)
- Adaptation française de Attica Guedj et Stephan Meldegg (1998, Théâtre de la Bruyère, Paris)

L’Avant-scène Théâtre no 1022 (15 janvier 1998)
Molière de la meilleure adaptation d’une pièce étrangère

## Filmographie
- Maybe Baby ou Comment les Anglais se reproduisent : Réalisateur et scénariste, d'après son roman éponyme. Avec : Hugh Laurie, Joely Richardson, Adrian Lester.
- 2017 : Three Summers, film avec Robert Sheehan et Rebecca Races.

## Théâtrographie
- Pop-corn : comédie féroce. Mise en scène de Stephan Meldegg ; texte de Ben Elton ; trad. de Attica Guedj et de Stephan Meldegg ; décor et costumes de Claude Lemaire ; lumières de Roberto Venturi ; avec Marc Fayet (Bob Dilamitri), Pierre-Olivier Mornas (Vince) et Géraldine Bonnet-Guérin (Pamela Daniels), Jean Lescot (Karl Brezner), Mélodie Berenfeld (Douce), Eliza Maillot (Farrah Dilamitri). Paris (France) : Théâtre La Bruyère, 27 janvier 1998.
- Love Never Dies : comédie musicale. 2010. Compositeur : Andrew Lloyd Webber. Librettiste : Andrew Lloyd Webber, Ben Elton, Frederick Forsyth & Glenn Slater. Parolier : Glenn Slater. Love Never Dies est basée sur Le Fantôme de Manhattan, roman de Frederick Forsyth publié en 1999 et qui est une suite au Fantôme de l'Opéra de Gaston Leroux.

## Récompenses
- 1990 :  BAFTA TV Award - Best Comedy Series, pour Blackadder Goes Forth (1989)
- 1996 :  Gold Dagger Award 1996 de la Crime Writers' Association pour Popcorn (1996)[1].
- 1996 :  Prix du meilleur divertissement de la RITV (Rencontres internationales de la télévision à Reims) pour The Thin blue line (M. Fowler, brigadier chef)
- 1997 :  Laurence Olivier Award for Best New Comedy pour Popcorn
- 1998 :  Molière de la meilleure adaptation d’une pièce étrangère à Attica Guedj & Stephan Meldegg pour Popcorn
- 2007 :  Prix Polar international du Salon « Polar & Co » de Cognac pour Amitiés mortelles (Past Mortem).